# 永崎
永崎（ながさき）は、福島県いわき市の大字である。郵便番号は970-0315。

## 地理
いわき市南東部の小名浜地区に属し、地区内東部の太平洋沿岸に位置する。西から北にかけ小名浜上神白、東で江名、中之作、南西で小名浜下神白とそれぞれ隣接する。また地区内中央部には宅地造成に伴い分離した洋向台が位置する。概ね町村制施行以前の磐前郡永崎村の流れを汲む地域である。竜ケ崎西側の沿岸部の平地と、周囲の山林を範囲とする。小名浜岡小名に所在するいわき東警察署及び小名浜に所在する小名浜消防署がそれぞれ管轄にあたる。

### 主な字
字
- 地切
- 天神前
- 館
- 馬落前

- 船付
- 川畑
- 大平
- 橋出

- 町田
- 四方北
- 猿田
- 宮田

- 前田
- 月作

### 河川
- 天神前川
  - 井亀貯水池
- 大平川

## 歴史
- 1879年1月27日 - 幕府領永崎村が福島県内における郡区町村制の施行により磐前郡の村となる[4]。
- 1889年4月1日 - 町村制の施行により永崎村が江名村、下神白村、上神白村、中之作村と合併し、磐前郡江名村が発足する。永崎村域は江名村の大字となる[4]。
- 1896年4月1日 - 磐前郡と周辺郡との合併により石城郡が発足し、石城郡江名村となる[4]。
- 1923年3月1日 - 江名村が町制施行し、石城郡江名町の大字となる[4]。
- 1954年3月31日 - 江名村が泉町、渡辺村、小名浜町と合併、磐城市が発足し、磐城市の大字となる[4]。
- 1966年10月1日 - 磐城市が平市・常磐市・内郷市・勿来市、石城郡小川町・遠野町・四倉町・川前村・田人村・好間村・三和村、双葉郡久之浜町・大久村と合併しいわき市となり、いわき市小名浜地区の大字となる[4]。
- 1983年 - 宅地造成に伴い永崎から洋向台が分離する[4]。

## 世帯数と人口
2023年10月31日現在の世帯数と人口は以下の通りである。
| 大字 | 世帯数  | 人口   |
| ---- | ------- | ------ |
| 永崎 | 571世帯 | 1252人 |

## 小・中学校の学区
市立小・中学校に通う場合、学区は以下の通りとなる。
| 番地 | 小学校               | 中学校               |
| ---- | -------------------- | -------------------- |
| 全域 | いわき市立永崎小学校 | いわき市立江名中学校 |

## 交通

### 道路
- 福島県道15号小名浜四倉線
  - 中ノ作南トンネル
  - 天神橋
- 一級市道四倉永崎線

### バス
新常磐交通路線バス
- （平方面） - 江名中前 - 川畑 - 永崎 - 大平 - 橋出 - （小名浜方面）
  - いわき駅～豊間～江名～小名浜
  - いわき駅～豊間～小名浜～泉駅
  - 小名浜～江名～いわき駅～平商
  - 小名浜～江名～豊間～光洋高校
  - 西原～江名～泉駅～湯本高校
  - 泉駅～江名～平工業高～いわき駅
- （洋向台方面） - 大平 - 橋出 - （平方面）
  - いわき駅～若葉台～洋向台

## 施設
- いわき市立江名中学校
- いわき市立永崎小学校
- 小名浜カントリークラブ
- 永崎海水浴場
- 蓮乗院
- 村社稲荷神社